# Maks Pečar
Maks Pečar (partizanski imeni Črne in Andrejev), slovenski komunist, partizan in narodni heroj, * 10. oktober 1907, Ljubljana, † 30. september 1941, Selo pri Vodicah. 

## Življenjepis
Maks Pečar se je rodil očetu Blažu in materi Mariji, rojeni Kočar. Izšel je iz številne družine, ki je morala zlasti med prvo svetovno vojno pogosto občutiti pomanjkanje. Po končani osnovni šoli je postal mizarski vajenec. Zaposlil se je pri Mizarski zadrugi Vič in se vključil v sindikat mizarjev. Kmalu je postal sindikalni voditelj in med drugim pomagal organizirati zmagovito stavko mizarjev, ki se je končala s sklenitvijo kolektivne pogodbe delavcem.
Politično je deloval tudi izven sindikata ter leta 1931 predlagal ustanovitev črnuške podružnice društva Svoboda. Društvo so prijavili na začetku leta 1932 in 16. februarja zanj dobili dovoljenje. Postal je predsednik društva in ga vodil do razpustitve leta 1935. Devet mesecev kasneje so bili bivši člani Svobode ustanovitelji ježenske podružnice društva Vzajemnost. Deloval je tudi v sokolskem gibanju in v Društvu kmečkih fantov in deklet Beričevo.
Leta 1933 (po nekaterih virih tudi 1932 oz. 1934) je bil sprejet v Komunistično Partijo Jugoslavije in leta 1934 postal član partijske celice Črnuč in Ježice. Ker je nasprotoval tedanji oblasti, je imel večkrat opraviti s policijo. Ko je leta 1940 sodeloval v protidraginjskih protestih, so ga skupaj s štirimi drugimi Črnučani poslali na »orožne vaje« v Ivanjico, t. j. v kazensko taborišče za oblasti nezaželene. Od tam se je vrnil tik pred napadom sil osi na Jugoslavijo.
Po okupaciji Jugoslavije se je skupaj z drugimi črnuškimi komunisti pripravljal na začetek oboroženega odpora proti okupatorju. 23. junija 1941 so z njim na čelu odšli od doma, se dan zatem utaborili v hribovju okoli Rašice in ustanovili Rašiško partizansko četo. Maks Pečar si je nadel partizansko ime Črne. Nekaj časa po tem je spet deloval na terenu, v drugi polovici avgusta pa se vrnil v četo in postal njen politkomisar. 
Po razbitju čete konec septembra je spremljal skupino ranjenih in bolnih proti domu. 29. septembra so se utaborili v vasi Selo pri Vodicah, kjer jih je ponoči presenetil sovražnik. Odklonili so, da bi se predali, in se borili do zadnjega. Zadnjo kroglo je Maks Pečar prihranil zase.
22. julija 1953 je bil razglašen za narodnega heroja. Po njem se imenujeta Pečarjeva ulica in Osnovna šola v Ljubljani.